# Сослуживцы (пьеса)
«Сослужи́вцы» — советская лирическая комедийная пьеса, написанная в соавторстве Эмилем Брагинским и Эльдаром Рязановым в 1971 году.

## Сюжет
Неудачливый и несчастный статистик Новосельцев, надеясь получить место начальника отдела, начинает ухаживать за своей начальницей Калугиной — «нашей мымрой», как её все называют: женщиной неопределённого возраста, некрасивой, строгой и малоинтересной. На пути героев — сплошные барьеры: комплексы, служебные отношения, сплетни и косые взгляды, в конце концов — их собственные характеры, которые героям тоже придётся преодолевать, чтобы, неожиданно очнувшись, распрощаться с житейской дремотой и осознать, вглядевшись друг в друга, что такое любовь и красота.

## Основные персонажи
- Анатолий Ефремович Новосельцев, старший статистик
- Людмила Прокофьевна Калугина, директор статистического учреждения
- Вера, секретарша Калугиной
- Шурочка, месткомовская деятельница
- Юрий Григорьевич Самохвалов, заместитель Калугиной
- Ольга Петровна Рыжова, крашеная блондинка «в жутких розочках», бывшая девушка Самохвалова
- Пётр Иванович Бубликов, начальник отдела общественного питания

## Театральные постановки
Пьеса была поставлена более чем в 100 театрах на территории Советского Союза и за рубежом. Некоторые постановки:
- 1971 — Ленинградский Театр комедии им. Н. П. Акимова. Режиссёр — В. Голиков. В главных ролях: Новосельцев — Пётр Вельяминов и Калугина — Ольга Волкова.
- 1971 — Московский театр имени Вл. Маяковского. Режиссёр — И. Герасимова. В главных ролях: Калугина — Галина Анисимова, Новосельцев — Борис Левинсон, Ольга Рыжова  — Эмма Сидорова, Самохвалов — Евгений Лазарев.
- 1974 — Театр сатиры им. Алеко Константинова, Болгария. Новосельцев — Георгий Калоянчев.
- 2009 — Израильский театр «Гешер» поставил переведённую и адаптированную версию пьесы под названием «Роман на работе» (ивр. רומן בעבודה‎). Из изменений в адаптации: в пьесе появился рассказчик — умерший работник института статистики, а общественница была заменена на активистку, защищающую животных.

## Экранизации
- В 1973 году вышел телеспектакль «Сослуживцы», в котором были заняты актёры Московского театра им. Маяковского.
- В 1977 году Эльдар Рязанов снял фильм «Служебный роман». Фильм получил всесоюзную известность, побил рекорды по сборам.